# Babelomurex cariniferus
Babelomurex cariniferus là một loài ốc biển, là động vật thân mềm chân bụng sống ở biển trong họ Muricidae, họ ốc gai.

## Phân bố
Loài này được đưa vào Sách đỏ của IUCN, do nó được coi là loài đặc hữu của Malta.
- Angola[2]
- Quần đảo Canaria[2]
- Cabo Verde[2]
- Các vùng nước thuộc châu Âu[2]
- Địa Trung Hải[2]
- Tây Phi[2]

Chúng sống ở độ sâu từ vài mét cho tới hơn 1000 mét.

## Hình ảnh

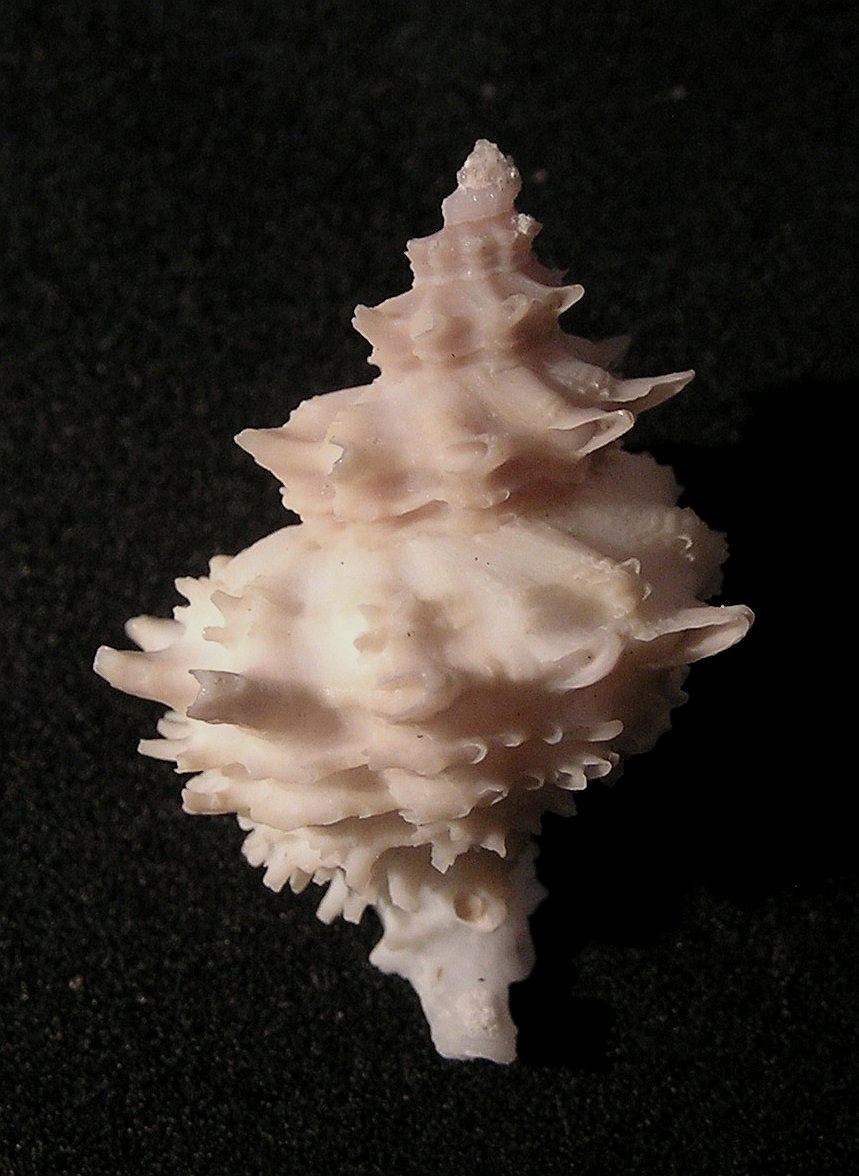